# Лайонел Річі
Лайонел Річі (англ. Lionel Richie, повне ім'я Lionel Brockman Richie Jr., нар. 20 червня 1949, Таскігі) — американський попвиконавець, який поряд з Майклом Джексоном і Прінсом царював на олімпі світової попмузики з кінця 1970-х і в першій половині 1980-х років. Усі тринадцять синглів, випущені в 1981—1987 рр., потрапляли до десятки найпопулярніших пісень США за версією Billboard Hot 100, п'ятеро з них — на перше місце.

## Шлях до слави
Родом із маленького містечка Таскігі, у штаті Алабама, Річі став відомим як вокаліст і саксофоніст вокального тріо «The Commodores», для яких він написав букет бездоганних балад у стилі «Quiet storm» таких як «Three Times a Lady» (1977) та «Still» (1979). Наприкінці 1970-х «The Commodores» були найприбутковішим проєктом легендарного ритм-енд-блюзового лейбла «Motown», хоча з кожним новим записом Річі відходив від класичного соулу в сторону більш комерційно орієнтованної попмузики.
1980 року Лайонел написав і спродюсував «Lady» — найбільший хіт у кар'єрі кантрі-співака Кенні Роджерса, який протягом багатьох тижнів лідирував у чарті Billboard Hot 100. Наступного року він випустив «Endless Love» — дует із Дайаною Росс. Ця тема з мелодрами «Нескінченна любов» стала найуспішнішим синглом в історії лейблу та одним із найкасовішим в історії попмузики 1980-х. Після того як запис побував на вершині американських чартів дев'ять тижнів, Річі вирішив покинути «The Commodores» заради сольної кар'єри, що й було зроблене 1982 року, коли вийшов його альбом «Lionel Richie».

## 1982—1986
Рік за роком Річі лідирував в американських чартах із низкою проникливих балад, як-от «Truly» (1982) і «Hello» (1983). Протягом дев'яти років не було жодного року, щоб на вершині хіт-параду синглів, який складає журнал «Billboard», не відзначилася пісня, яку написав Річі для себе чи інших виконавців. Кульмінацією його кар'єри став вихід альбому «Can't Slow Down» (1984), який був удостоєний «Греммі» в номінації «Найкращий альбом року». Того ж року Річі випала честь закривати своїм виступом Олімпійські ігри в Лос-Анджелесі.
В 1985 р. Річі узяв участь у роботі над саундтреком до фільму «Білі ночі». Пісня «Say You Say Me», яка пролунала в цьому фільмі, стала одним із його найбільших хітів і зібрала багатий урожай нагород, уключаючи «Оскар» за найкращу пісню до фільму. Того ж року він разом із Майклом Джексоном написав пісню доброчинного проєкту «We Are the World», яка була признана найпродаванішим синглом року.

## Зниження популярності
Незважаючи на запальний танцювальний хіт «All Night Long», що був у його репертуарі і супроводжувався яскравим відеокліпом, за Річі міцно закріпилася репутація «чорного Баррі Манілова», який виконує сентиментальні балади на межі солодкавості. До 1987 року, коли вийшов третій альбом виконавця, у музичних критиків (та і в частини публіки) виробилась алергія на подібну продукцію. У моду входили стадіонний рок і техно, піаніно витіснялося з хіт-парадів електрогітарами та синтезаторами. Річі вирішив перечекати цей період і заявив про перерву у своїй творчій діяльності.
Пауза затягнулася, і тільки 1996 року на полиці музичних магазинів з'явився новий альбом «Louder Than Words». До подиву багатьох, диск був записаний з урахуванням модних тенденцій у стилі «нью джек свінг». Особливого успіху він не мав (принаймні, у США), як і три наступні за ним альбоми. За час відсутності Річі у світі шоу-бізнесу з'явилася велика кількість чорношкірих зірок, які були не проти попрацювати з кумиром своєї юності. Однак навіть їх участь не змогла врятувати записи ветерана ритм-енд-блюзу від комерційного провалу.
Найуспішнішим з альбомів пізнього Річі був «Coming Home», який вийшов 2006 року. Утім, деякі спостерігачі схильні приписувати його відносний успіх не оновленому звучанню треків (відмінності яких від попередніх робіт Річі разючі), а появі у відеокліпах гламурної дочки співака — Ніколь Річі.